# ستار تريك 3: البحث عن سبوك
ستار تريك 3: البحث عن سبوك (بالإنجليزية: Star Trek III: The Search for Spock)‏ هو فيلم خيال علمي أمريكي من إخراج ليونارد نيموي وبطولة ويليام شاتنر، ديفورست كيلي، جيمس دوهان، جورج تاكي ووالتر كينوج. صدر الفيلم في 1 يونيو 1984.

## وصلات خارجية
- ستار تريك 3: البحث عن سبوك على موقع IMDb (الإنجليزية)
- ستار تريك 3: البحث عن سبوك على موقع ميتاكريتيك (الإنجليزية)
- ستار تريك 3: البحث عن سبوك على موقع روتن توميتوز (الإنجليزية)
- ستار تريك 3: البحث عن سبوك على موقع نتفليكس (الإنجليزية)
- ستار تريك 3: البحث عن سبوك على موقع قاعدة بيانات الأفلام العربية
- ستار تريك 3: البحث عن سبوك على موقع ألو سيني (الفرنسية)
- ستار تريك 3: البحث عن سبوك على موقع Turner Classic Movies (الإنجليزية)
- ستار تريك 3: البحث عن سبوك على موقع أول موفي (الإنجليزية)
- ستار تريك 3: البحث عن سبوك على موقع بوكس أوفيس موجو (الإنجليزية)
- ستار تريك 3: البحث عن سبوك على موقع فيلمافينيتي (الإسبانية)